# ギル・シャハム
ギル・シャハム（Gil Shaham、1971年2月19日 - ）は、アメリカのヴァイオリン奏者。あくまで作曲者の意図に忠実ながら、高いテクニックと非常に流麗な演奏が魅力で、若い世代を代表するヴァイオリニストの一人である。

## 略歴
イスラエル人の両親がアメリカ滞在中にイリノイ州で生まれる。父親は天体物理学者、母親は遺伝学者という非常に学究的な家庭であった。1973年にイスラエルに渡り、そこで育つ。
エルサレムのルービン音楽アカデミーのサムエル・バーンスタインのもとで7歳からヴァイオリンを学ぶ。1980年、9歳の時に参加したアメリカコロラド州の夏期音楽アカデミーで名教師ドロシー・ディレイに見いだされる。1981年、10歳でアレクサンダー・シュナイダー指揮エルサレム交響楽団との共演でデビューを果たす。翌年にはズービン・メータ指揮イスラエル・フィルとの共演を果たし、神童と評価されるようになる。その年にジュリアード音楽院の特別奨学生としてディレイのもとで学ぶ。1989年からはコロンビア大学でも学び音楽以外の分野にも教養を深める。
ドイツ・グラモフォン社との契約では多くの録音を残し、クラウディオ・アバド指揮ベルリン・フィルハーモニー管弦楽団との共演によるブラームスの協奏曲では新鮮なブラームスを聴かせるほか、アンドレ・プレヴィン指揮ロンドン交響楽団と共演したコルンゴルド（アメリカのユダヤ人作曲家）の協奏曲ではユダヤ人としての共感ある演奏を残している。
2003年自主制作レーベル「Canary Classics」を設立。ピアニストである妹のオルリ・シャハムとの共演でモーツァルトのヴァイオリン・ソナタ集、プロコフィエフの作品集、妻でヴァイオリニストのアデル・アンソニーとの共演でサラサーテの作品集など、従来のレーベルの枠にとらわれない多彩な作品をリリースしている。

## 使用楽器
1699年製ストラディヴァリウス「ポリニャック伯爵夫人」

1719年製ストラディバリウス（2020年から）